# Lady Lockenlicht
Lady Lockenlicht (engl.: Lady Lovely Locks) ist die Hauptfigur einer Spielzeugserie, die von Mattel in den Jahren 1987 bis 1989 produziert wurde. Parallel dazu erschien bei DiC Entertainment eine 20 Episoden umfassende Zeichentrickserie. Die deutsche Version der Lady-Lockenlicht-Zeichentrickfilme wurde Ende der 1980er Jahre auf RTL, eingebettet in der Fernsehsendung Li-La-Launebär, ausgestrahlt. Zielpublikum waren Mädchen im Alter von fünf bis zehn Jahren.

## Spielzeugserie
Die Spielzeugserie wurde von Mattel zwischen 1987 und 1989 vertrieben. Die Spielzeugfiguren waren ca. 22 cm große, Barbie-ähnliche Puppen mit langem, kämmbarem Haar, ausstaffiert mit Kleidung, Schuhen und einem Kamm. Jeder Figur lagen zudem mehrere Glückssträhnen, bei Gräfin Rabenstolz Puschelzwerge, bei. Diese Glückssträhnen / Puschelzwerge waren kleine Tiere mit langem Schweif, die man den Puppen an Haar und Kleidung befestigen konnte. Gedacht waren sie ebenso als Haarschmuck für die Käuferinnen der Lady Lockenlicht-Produkte.
Des Weiteren erschienen in der Spielzeugserie Nixen, Elfen, Drachen, Reittiere und Katzen, alle ebenfalls mit auffallend langem Haar, sowie ein aufklappbares Schloss, Mobiliar und eine wechselnde Garderobe. Auch Bücher, Porzellan und ein Fan-Magazin, mit Geschichten, Gewinnspielen und Beilagen (meist Glückssträhnen), erschienen Ende der 1980er Jahre.

## Zeichentrickserie
Die 20 Episoden umfassende Zeichentrickserie Lady Lockenlicht (engl.: Lady Lovely Locks and the Pixietails) lief 1987 parallel zur Spielzeugserie an. Sie ist eine französisch-japanische Koproduktion von den Machern von Regina Regenbogen und Jem. Deutsche Erstausstrahlung war am 30. April 1988 auf RTL plus.
Handlung: Lady Lockenlicht regiert über ein märchenhaftes Land. Mit Hilfe ihres Zauberhaares, in dem die Glückssträhnen (engl.: Pixietails) wohnen, beschützt sie, zusammen mit ihren Freundinnen Prinzessin Seidenwelle und Prinzessin Goldlöckchen, ihr Reich vor Unholden und der bösen Gräfin Rabenstolz, die eine von Lady Lockenlichts zauberhaften Strähnen besitzen will, um damit Zutritt zur magischen Halle der Spiegel zu erlangen und so die Macht über das Zauberland an sich zu reißen.

## Hauptfiguren
- Lady Lockenlicht (engl.: Lady Lovely Locks): blonde Heldin, die mit ihrem Zaubersträhnen das Land beschützt.
- Prinzessin Seidenwelle (engl.: Maiden Fair Hair): brünette, intelligente und ruhige Freundin von Lady Lockenlicht.
- Prinzessin Goldlöckchen (engl.: Maiden Curly Crown): rothaarige und leicht chaotische Freundin von Lady Lockenlicht.
- Der Meister des Lichts (engl.: Wizard Shining Glory): alter weiser Mann, der manches Geheimnis kennt.
- Prinz Herzeloh (engl.: Prince Strongheart): ein durch einen Fluch in einen Hund verwandelter Prinz.
- Gräfin Rabenstolz (engl.: Duchess Raven Waves): die schwarzhaarige Gräfin ist die Gegenspielerin von Lady Lockenlicht.
- Zottelzahn (engl.: Hair Ball) und die Puschelzwerge (engl.: Comb Gnomes): Gehilfen von Gräfin Rabenstolz.
- sowie wechselnde Nebenfiguren

## VHS / Hörspiele / DVD
Alle Folgen erschienen bei DiC Entertainment auf VHS (zwei Folgen/VHS). In Deutschland erschienen jedoch nur die ersten drei Doppelfolgen auf VHS. Das Label Europa brachte eine Lady-Lockenlicht-Hörspielserie heraus, die chronologisch angeordnet war und eine wesentlich komplexere Geschichte erzählte, als die US-Fernsehserie es tat. Die Skripte basierten zwar auf der Serie und den vorgegebenen Figuren, wurden jedoch in Deutschland geschrieben und inhaltlich wesentlich weitergeführt. So wurde z. B. die Kindheit der Lady thematisiert, Prinz Herzeloh von seinem bösen Fluch erlöst, es heirateten die beiden Figuren, und sie bekamen im Laufe der Serie noch eine Tochter. Die Folgentitel der Hörspiele:
1. Bei den Trollen
2. Der verzauberte Prinz
3. Der zerbrochene Zauberspiegel
4. Der blaue Stein
5. Die böse Gräfin Rabenstolz
6. Die Hochzeit auf dem Schloß [sic!]
7. Die Entführung
8. Der Zauberwald brennt
9. Die magische Quelle
10. Die Glückssträhnchen

Erzähler: Hans Paetsch
Am 13. November 2015 wurde die komplette Serie mit deutscher und englischer Tonspur in Deutschland veröffentlicht.